# قائمة البعثات الدبلوماسية في غامبيا

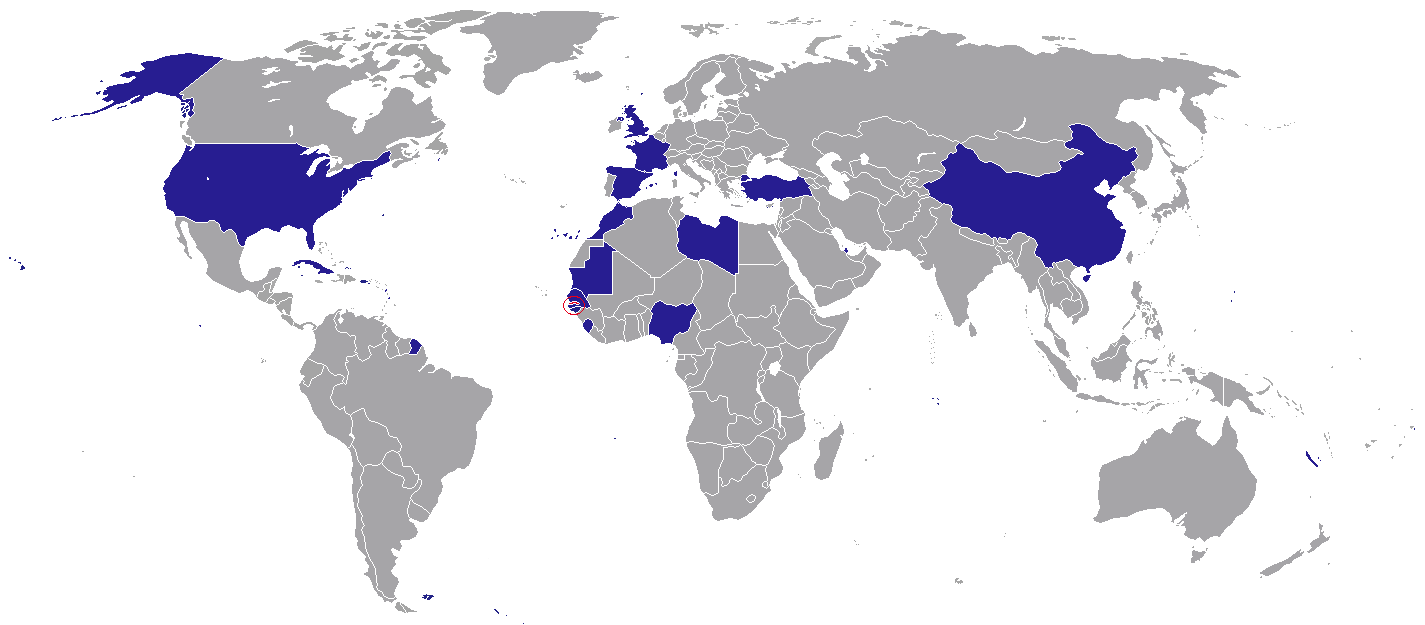
خريطة ا البعثات الدبلوماسية في غامبيا

قائمة البعثات الدبلوماسية في غامبيا.
في الوقت الحاضر تستضيف العاصمة بانجول 15 سفارة، والعديد من الدول الأخرى لديها قناصل فخريون لتقديم خدمات الطوارئ لمواطنيها، بينما تعتمد دول أخرى على سفراء من الدول المجاورة.

## السفارات
1. الصين
2. كوبا
3. غينيا بيساو
4. موريتانيا
5. نيجيريا
6. قطر
7. السنغال
8. سيراليون
9. تركيا
10. المملكة المتحدة
11. الولايات المتحدة

## السفارات غير المقيمة في غامبيا
تقع معظم السفارات المعتمدة لدى جمهورية غامبيا في داكار، السنغال، ما لم يذكر خلاف ذلك.
.
- الجزائر

- الأرجنتين (أبوجا)
- أستراليا
- النمسا
- أذربيجان (الرباط)
- بلجيكا
- البرازيل
- الكاميرون
- كندا
- كرواتيا (لندن)
- قبرص (بروكسل)
- الدنمارك (باماكو)
- فنلندا (أبوجا)
- فرنسا
- ألمانيا
- اليونان
- الهند
- إندونيسيا
- إيران
- أيرلندا (مدينة نيويورك)
- إيطاليا
- اليابان
- ماليزيا
- مالي
- المكسيك (أكرا)
- المغرب
- هولندا
- النرويج (أكرا)
- الفلبين (أبوجا)
- بولندا (الرباط)
- البرتغال
- رومانيا
- روسيا
- صربيا (نيويورك)
- سلوفاكيا (أبوجا)
- جنوب إفريقيا
- كوريا الجنوبية
- إسبانيا
- السويد (أبوجا)
- سويسرا
- تنزانيا (أبوجا)
- فيتنام (الجزائر العاصمة)
- زيمبابوي

## السفارات السابقة
- تايوان
- إيران
- ليبيا[1]
- فلسطين[2]
- توغو
- فنزويلا